# 金源镇
金源镇（： Kim Wonjin，1992年5月1日—），韩国男子柔道运动员，2013年世界柔道锦标赛男子60公斤级铜牌得主、2014年亚洲运动会男子60公斤级铜牌得主、2015年世界柔道锦标赛男子60公斤级铜牌得主。